# Parpaing

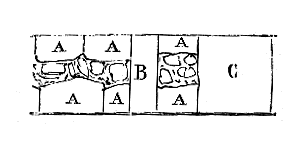
Les pierres A sont des carreaux ; les pierres B, des boutisses parpaignes ; les pierres C, des parpaings.

Un parpaing (du latin perpetaneus, « ininterrompu ») est à l'origine un élément de maçonnerie taillé qui présente deux faces lisses afin de réaliser en même temps les deux faces opposées d'un mur. L'expression « faire parpaing », « traverser le mur de part en part pour en assurer la solidité », vient de là.
Par analogie, le mot fut employé à partir du début du XXe siècle pour désigner le bloc de béton manufacturé que l'industrie produisait de plus en plus massivement à moindre coût.
Le terme s'emploie également comme adjectif (masculin : parpaing, féminin : parpaigne) comme dans « boutisse parpaigne ».